# Cambronne-lès-Clermont
 Cambronne-lès-Clermont  es una población y comuna francesa, en la región de Picardía, departamento de Oise, en el distrito de Clermont y cantón de Mouy.

## Demografía
| 558 | 616 | 674 | 948 | 1025 | 992 |
| Para los censos de 1962 a 1999 la población legal corresponde a la población sin duplicidades (Fuente: INSEE [Consultar]) |     |     |     |      |     |